# Сабо, Габор
Га́бор Са́бо (венг. Szabó Gábor; 8 марта 1936, Будапешт — 28 февраля 1982, там же) — американский джазовый гитарист венгерского происхождения. Один из первых смешал джаз с рок-музыкой и национальными мотивами. 
Габор Сабо в ранних 60-х известен своими экспериментами со звуком и инструментами: ещё до Джимми Хендрикса он стал использовать эффект обратной связи («фидбек»), раньше The Beatles применил ситар, внедрил латиноамериканские ритмы в музыку ранее Сантаны. 
Значительное влияние Габора Сабо на своё творчество признают такие музыканты, как Карлос Сантана, Джон Маклафлин, Робби Кригер и Ларри Корьелл.

## Биография
Габор Иштван Сабо родился в Будапеште в Венгрии 8 марта 1936 года. Вдохновлённый вестернами о ковбое Рое Роджерсе, Сабо в 14 лет начал самостоятельно учиться игре на гитаре, которую отец подарил ему на Рождество, при этом разрабатывая свою собственную манеру исполнения. В это же время, под впечатлениям от радиопрограмм Уиллиса Коновера с радиостанции "Голос Америки" юный Сабо начинает проявлять интерес к джазу. «Я, как Джонни Смит (Johnny Smith) и Тэл Фарлоу (Tal Farlow) старался подражать их героям.» Где-то в это время Сабо начинает играть с местными группами в ночных клубах, пытаясь играть джаз и даже участвует в записи сессии под руководством Мирны Белла, что было как раз перед его отъездом из социалистической Венгрии, накануне восстания 1956 года.

### 1958 по 1960
Переехав в США, Сабо и его семья обосновывается в Сан-Бернардино, штат Калифорния. После неудачной попытки сделать карьеру в музыке со своей группой, молодой гитарист некоторое время работает дворником и стремится поступить в музыкальную школу Беркли в Бостоне. В 1958 году он был зачислен, и уезжает в Бостон, где учится два года с 1958 по 60-й годы. В Беркли он изучает музицирование и аранжировку. Там же он знакомится с пианистами Тосико Акиёси и Бобом Джеймсом, саксофонистами Чарли Мариано и Ником Бригнола с композиторами Гари МакФарландом и Майклом Гиббсом. 
Вскоре он был приглашён на исторический джаз-фестиваль в Ньюпорте 58-го года и, в составе интернациональной группы музыкантов, участвует в двух своих первых записях для лейбла Columbia, одна из которых была совместно с Луи Армстронгом. Также он записывает со студентами из Беркли альбомы Jazz in the classroom Volume II (1958) и Jazz in the classroom Volume IV (1959). В четвёртом из этих альбомов, в записи которых принимает участие Сабо, его роль становится более заметной чем раньше, особенно после исполнения сложной композиции собственного сочинения под названием «Dilema» с ярко выраженным металлическим певучим звучанием гитары.
За время обучения в Беркли Сабо сотрудничает с группой Тосико Акиёси и играет с бостонским лаунж-исполнителем Джо Мерлино (Joe Merlino). В период работы в трио Мерлино он знакомится с Алисией Солари и в 1959 году в Бостоне женится на ней.

### 1960 по 1965
Не добившись получения стипендии для продолжения учёбы, он переезжает в Лос-Анджелес, где вскоре вступает в квинтет Чико Хэмилтона, в составе которого выступал и талантливый тенор-саксофонист и композитор Чарльз Ллойд (en:Charles Lloyd). В составе этого коллектива с 1962 по 1963 годы он принимает участие в записях альбомов Drumfusion (лейбл Columbia), Passin’ Thru (Impulse!) и A Different Journey (Reprise). В то же время квинтет преобразуется в квартет (ушёл тромбон)и записывается диск Man From Two Worlds (Impulse!). Вскоре после того, Ллойд покидает группу, чтобы играть с Кэннонболом Эддерли, а на его место приходит Джимми Вудс (Jimmy Woods). В 1964 году группа Хэмилтона работает в Нью-Йорке с Леной Хорн в Talk of the Town club, с которой позже гитарист запишет несколько альбомов. В это же время Габор Сабо записывает саундтрек к фильму «Отвращение» режиссёра Романа Полански. Вскоре после возвращения в Нью-Йорк критики из "Down Beat" уже называют Сабо «Талантом заслуживающим более высокого признания» (проводя аналогию, по иронии судьбы, с другим венгерским гитаристом Аттилой Золлером (Attila Zoller)). Вместе с группой Хэмилтона Сабо записывает ещё три альбома: Chic Chic Chico (Impulse!) 1965 года, EL CHICOEl Chico (Impulse!) и The Further Adventures Of El Chico (Impulse!) 1966 года, проявляя на них свою уникальную игру и навыки композитора.

### 1965 по 1966
Вдохновлённый Чико Хэмилтоном Сабо продолжает развивать свой собственный уникальный стиль, его манера исполнения становится всё более своеобразной. Характерное звучание его гитары и смесь одиночной фразировки с аккордовыми порывами стал легко узнаваем слушателями джаза. Вскоре он понял, что вырос из рамок простого участника группы и покидает Хэмилтона. В 1965 году Сабо вступает в, впоследствии называемую им же «Супергруппу», квартет, участниками которой становятся также Чарльз Ллойд, басист Рон Картер и барабанщик Тони Уильямс (или Пит Ла Рока) и начинает выступать в Нью Йорке, при этом с группой Хэмилтона он отношения не разрывает и участвует в записи альбомов EL CHICO и The Further Adventures Of El Chico, а с группой Ллойда весной 1965 записывает диск OF COURSE, OF COURSE.
Хотя Сабо и ценит энергию и контрасты музыки Ллойда, но ощущает в себе большую склонность к романтике баллад и привлекательности рок-н-ролла. С однокурсником по Беркли, Гари Мак-Фарлендом, зарекомендовавшим себя к тому времени весомым джазовым композитором и аранжировщиком вследствие впечатляющего сотрудничества со Стэном Гетцем, Джоном Льюисом и Биллом Эвансом, Сабо вынашивает идею объединить джаз и рок вместе. После успеха записи Макфарланда SOFT SAMBA ему выпала возможность собрать квинтет. Он пригласил к себе Сабо и создал успешный музыкальный союз, который будет существовать в течение следующих пяти лет. Вместе с Макфарландом они записывают THE IN SOUND (Verve) — потрясающий образец музыкальности МакФарланда и эффектного соло Сабо. Второй раз их союз проявит себя два года позже, при записи дебютного сольного альбома гитариста GYPSY '66 (лейбл Impulse!) В феврале 1966 года Макфарланд и его джазовый оркестр уже приглашают для выступления в Линкольн-центре. Ему была предоставлена возможность выбрать самых лучших музыкантов Нью-Йорка и подобрать репертуар. Для этого выступления Макфарландом было создано произведение «Mountain Heir», написанное в честь своего гитариста, Габора Сабо. Это событие закрепило за Габором Сабо статус новой звезды и подвело Сабо к началу сольной карьеры в джазе.
Сольная карьера Сабо была запущена в мае 1966 года, когда он объединился с Чико Хэмилтоном и Роном Картером для записи одного из лучших своих альбомов SPELLBINDER. Альбом получился экспериментальным и захватывающим, объединяющим джазовые стандарты с роком и ритмами Латинской Америки, которые впоследствии возьмет себе за основу Карлос Сантана. Впоследствии Сантана исполнил в альбоме ABRAXAS (1970) попурри, соединив песню Питера Грина «Black Magic Woman» с композицией Сабо «Gypsy Queen», взятой из альбома SPELLBINDER. Спустя год Сабо совместно с МакФарландом записывает коммерческий альбом SIMPATICO, более тяготеющий к поп музыке, нежели к джазу. В этот же период Габор Сабо прислушивается к звучанию новых рок-гитаристов таких как Джордж Харрисон, Эрик Клэптон, Джими Хендрикс и берёт на вооружение многое из того нового, что они внесли в технику исполнения. В этот же год, после многих лет увлечения индийской музыкой и работами Рави Шанкара (ситара) Сабо вместе с ударником Бернардом «Притти» Пёрди собирает группу для записи альбома JAZZ RAGA, где игра гитариста на расстроенном инструменте имитирует звук ситары. Хотя альбом объединивший джаз, рок и индийскую музыку получил неоднозначную реакцию, он показал готовность Сабо экспериментировать и идти на новшества.

### 1967 по 1970
В 1967 году Сабо формирует первую и, возможно, самую удачную свою группу. Квинтет, подпитанный талантливым гитаристом Джимми Стюартом (Jimmy Stewart), давним другом и соратником Сабо басистом Луисом Кабоком (Louis Kabok), ударником Хэлом Гордоном (Hal Gordon), которого впоследствии сменяли Джим Келтнер, Дик Берк, Джонни Рей, Марти Морелла и др., оказался наиболее подходящим и идеальным для выражения музыкальных идей Сабо. Классическое музыкальное образование Стюарта, как и в случае сотрудничества с Ллойдом, помогло Сабо, реализовывать свои идеи прямо с лету, при этом помогая друг другу проявить свои таланты, часто играя на контрасте в исполнении. Под руководством продюсера Боба Тиле (Bob Thiele) 14-15 апреля 1967 года в бостонской студии «Джазовая мастерская», Сабо с новым квинтетом записывает «вживую» в присутствии публики диск The sorcerer, ставшим одним из самых важных в его творчестве. Успех этого альбома привел руководство звукозаписывающей компании Impulse! к идее издать его «продолжение» — диск MORE SORCERY, включивший как не вошедшие в предыдущий диск 3 композиции с тех самых выступлений в Бостоне 14-15 апреля 1967 года, так и материал, записанный на джазовом фестивале в Монтерее в сентябре того же года.
Гитарист, в сотрудничестве с продюсером Тиле, начинает участвовать в записях набирающих тогда популярность коллективов, песен и альбомов, в которых роль гитары отведена на второй план. Таким образом выходят тяготеющий к поп-музыке альбом WIND, SKY & DIAMONDS под именем Габора Сабо, оркестровый LIGHT MY FIRE с Бобом Тиле и SONGS FOR GENTLE PEOPLE со Стивом Аленом (Steve Allen).
Проживая на Кордел Драйв в Голливуде, где его соседями были Элизабет Тейлор и Кэтрин Хепбёрн, записываясь и выступая исключительно на Западном побережье, Габор Сабо сотрудничает с Гари Макфарландом, вибрафонистом Колом Чейдером (Cal Tjader) записываясь для Skye Recording Co., Ltd. Базируясь в Нью-Йорке под руководством менеджера Нормана Шварца (Norman Schwartz) Скай рекордс, основанный как независимый лейбл, для поиска и продвижения музыкантов «современного джаза» в течение трёх лет записывает несколько дисков Сабо: BACCHANAL и DREAMS (оба в 1968 году) и GABOR SZABO 1969 (1969 года) — коллекцию джазовых вариаций, порой даже с привкусом психоделии на темы поп/рок хитов «Битлз», Джони Митчелл, Донована и др.
В течение этого периода Габор Сабо много экспериментирует, отталкиваясь от отзывов слушателей и критиков на его записи. Он успешно достигает своих целей, используя гудение ситаров, со вкусом показав возможность использования их выразительного звука в исполнении (который позже будет удачно использован гитаристами Пэтом Мэтини и Биллом Фризеллом (Bill Frisell)). Сабо будет и в дальнейшем экспериментировать со звуком, но основным успехом его опыты пользуются во время живых выступлений.
К концу 1969-го Габор сотрудничает с певицей Линой Хорн для записи совместного альбома LENA & GABOR. Надолго популярная, эта запись показала Габора Сабо как одарённого и восприимчивого аккомпаниатора, а для Лины Хорн это была удачная возможность охватить молодёжную аудиторию, используя более современный материал (композиции The Beatles, Мишеля Леграна, Бёрта Бакарака и Гарри Нилссона). На следующий год Лина и Габор снова воссоединяются на телевизионном выступлении. В 1969 Макфарланд, Кол Чейдер и Сабо прекратили сотрудничество, и Сабо, редко выступая, начинает вынашивать планы о создании новой группы.

### 1970 по 1973
В мае 1970 Сабо собирает секстет в состав которого входят Ричард Томпсон (клавишные), Вольфганг Мельц (Wolfgang Melz (бас)), Джим Келтнер (ударные), Лин Блессинг (Lynn Blessing (вибрафон)) и Хол Гордон (Hal Gordon (перкуссия)). В работе его новой группы большее место отведено ударным и перкуссии, соответствующих рок-исполнению и допускающей твёрдую поддержку джаза. Пианист с классическим обучением Ричард Томпсон  (Richard Thompson) уже гастролировал с The Beach Boys. И он, и басист Вольфганг Мельц уже были частью успешной поп-группы. Вибрафонист Лин Блессинг недавно выпустил свой собственный альбом навеянный влиянием рок музыки на джаз под названием SUNSET PAINTER. Все трое недавно работали в инновационной группе (John Klemmer). Теперь с новой группой, с чистого листа, Сабо собирает коллектив в студии для записи альбома MAGICAL CONNECTION. Сабо в течение года будет изменять количество участников при записи композиций от секстета до квартета, а иногда, и квинтета. Талантливый басист Вольфганг Мельц быстро взошёл по важности в группе. Мельц расширил и дополнил список стандартов Сабо своими композициями «Country Illusion», «Rambler», «Help Me Build A Lifetime» и «Reinhardt».
В начале 1971 года Сабо совместно со знаменитым соул/ритм-энд-блюзовым музыкантом Бобби Уомаком (Bobby Womack) выпускает альбом High Contrast, выдержавшим все испытания критиками и поклонниками. Даже сегодня эта запись имеет культовую привлекательность, как для сторонников соул Бобби Уомака, так и для сторонников джаза Сабо 60-х. Композиция «Breezin'», которую Уомак сочинил специально для Габора Сабо, впоследствии стала хитом Джорджа Бенсона (чей альбом с одноимённым названием Breezin' был также создан продюсером High Contrast Томми Ли Пумой (Tommy LiPuma).
Далее Сабо объединяется с басистом Вольфгангом Мельцем, перкуссионистом Мэйуто Кореа (Mailto Correa) и Чарльзом Ллойдом. Сабо и Ллойд в это время часто работают вместе в результате чего в 1972-м выходит альбом Сабо GABOR SZABO LIVE, который был издан только в 1974-м. Хотя Ллойд и Сабо исполняют на нём только одну композицию Sombrero Sam, в студии они объединяются в 1972 для записи альбома Чарльза Ллойда WAVES, удачно сочетающем в себе рок-тенденции и ипровизационный талант.
Летом этого же года, Сабо принимает решение посотрудничать с одним из самых больших его поклонников, Карлосом Сантаной, который, к 1972 году уже стал всемирно известный рок-звездой с популярностью, затмившей Сабо. Сабо провел несколько недель, совместно с Сантаной в Сан-Франциско, играл с рок-гитаристом (чей собственный саунд превратился в уникальную смесь рока, блюза, латино, джаза и соул) и его группой. Именно в этот момент Карлос Сантана искал пути изменения всеми узнаваемого стиля его группы. Сабо предлагает Сантане создать совместный коллектив, но Сантане, к сожалению, пришлось отказаться, ради работы с Джоном Маклафлином над альбомом LOVE, DEVOTION AND SURRENDER.
Сабо, человек у которого со многими складываются прочные дружеские связи, этим же летом возобновляет отношения с другом детства венгром Питером Тоттом (Peter Totth). Тотт, как и Сабо, также покинул Венгрию в 1956 году и поселился в Швеции, где он стал активным пропагандистом джаза на телевидении. Сабо и его жена, Алисия, отправляются в Стокгольм и в августе 1972 года. Тотт вместе с Ларсом Самуэльсоном, владельцем Four Leaf Clover records организуют сессию записей. В результате чего появляется SMALL WORLD, ставший одним из лучших записей Сабо, в котором гитарист эффективно сработал со шведским гитаристом Янне Шеффером, предлагая слушателям свою сольную интерпретацию композиции Хоакина Родригеса (J. Rodriguez) «Concerto de Aranjuez».
По возвращении в Соединённые Штаты, Сабо стремится вновь разжечь интерес к своим альбомам записанным в середине 60-х. Он объединился с продюсером Кридом Тейлором (Creed Taylor), продюсировавшем на CTI Records одни из лучших (и самых прибыльных) джазовых коллективов начала 70-х. Гитарист отправляется в Нью-Йорк и в декабре 1972 года записывает диск MIZRAB — необычный альбом, который содержит два выдающихся трека собственного сочинения Сабо «Mizrab» и «Thirteen». Хотя запись была сделана со студийными музыкантами, она снова воссоединила Сабо с басистом Роном Картером и его другом по студенчеству в Беркли Бобом Джеймсом. Сотрудничество Джеймса и Сабо быстро развивалось и воплотилось в блестящие и эффектные альбомы записанные на CTI: Skylark Пола Дезмонда (Paul Desmond), Rambler (1973) и Macho (1975) оба Gabor Szabo.
Сабо по-прежнему остается, в основном, на Западном побережье, периодически воссоединились со своими старыми коллегами по группам Джимми Стюартом и Луи Кабоком. На клавишных сменяют друг друга Ричард Томпсон (Richard Thompson), Майк Уоффорд (Mike Wofford) и Джоанн Грауэр (Joanne Grauer). Постоянным остается только барабанщик Боб Морин (Bob Morin). В сентябре 1973 года, Сабо было предложено выступить со своей группой в Карнеги-Холле в Нью-Йорке, чтобы играть как часть тройного гитарного проекта, в котором также участвуют Лауриндо Альмейда и Джон Фэи. Во время этой поездки в Нью-Йорк, в сентябре, в студии звукорежиссёра Руди Ван Гелдера в Нью-Джерси, Сабо записывает альбом Rambler.

### 1974 по 1977
Летом 1974 года, впервые со времен отъезда в 1956 году Габор Сабо возвращается в Будапешт. Сабо за время двух с половиной месяцев поездки вместе с женой Алисией и их девятилетним сыном Блезом, гитарист встречается с членами семьи и старыми друзьями и удивляется, как мало что изменилось. Во время своего пребывания на родине он принимает участие в круглом столе со студентами консерватории в Будапеште, играет с несколькими группами в клубах Будапешта и участвует в съёмках в студии венгерского телевидения: JAZZPODIUM 74: САБО GABOR (США) Musora, Это было первое на венгерском телевидении шоу, полностью посвящённое джазу.
Вернувшись в Соединённые Штаты, Сабо находит, что путешествие вновь вдохновило его. Он стремится объединить в одно целое элементы акустики и современного электрического звучания. Это стремление привело его к записи «Венгерской рапсодии» Франца Листа в альбоме MACHO. Он формирует «оркестр» из членов его нынешнего квартета (Ричард Томпсон, Джон Смит и Боб Морин) и его бывшей группы (Луи Кабок (ударные), Джимми Стюарт (гитара) и Мэйуто Кореа (Mailto Correa) (перкуссия)). Эта группа получила название "Perfect Circle" («Круг Совершенства») в честь того, что Сабо видел эволюцию в своей музыке. Хотя группа несколько раз появлялся клубах, кристализовать её Сабо не смог. Тогда и когда-либо впоследствии, "Perfect Circle" никаких записей так и не сделали.
В начале 1975 года с небольшой группой студийных музыкантов, Сабо выпускает альбом MACHO. С 1976 году он начинает записываться на популярном лейбле [Mercury Records]. Его рабочий квартет теперь состоит из пианиста Джорджа Кейблза (George Cables) и басиста Тони Дюма (Tony Dumas) (эмигрировавших из группы Фредди Хаббарда). В этот год Сабо, под руководством востребованного тогда исполнителя диско Банни Сиглера (Bunny Sigler), с группой студийных музыкантов из Филадельфии записывает коммерчески успешный альбом Nightflight. Альбом, наполненный атрибутами диско и мелодраматической музыкой, тем не менее процветает, заглавная композиция - "Concorde (Nighflight)" - быстро становится одной из основных вещей в репертуаре Сабо. 
В этот же год исполнение Сабо можно услышать в альбомах исполнителей Coke Escovedo Comin' at ya и Charles Earland The great pyramid.
В следующем году, Сабо и его жена Алисия развелись. Она и их сын, Блез, переехали в Бостон, в то время как гитарист остается своём доме в Голливуде.
Продюсером записи очередного диска Faces стал бывший участник группы "The Jazz Crusaders" Уэйн Хендерсон (Wayne Henderson). В состав группы в альбоме Faces входили: Бобби Лайл (Bobby Lyle) (клавишные), Марлон Макклейн (Marlon McClain) (гитара), Натаниэль Филлипс (Nathaniel Phillips) (бас) и Брюс Картер (Bruce Carter) (ударные) — той же группы, которая в 1994 году будет аккомпанировать Карлосу Сантане во время съёмок видео в дань памяти Сабо, оказавшему так много на него влияния. Также Сабо воссоединяется с гитаристом Джимми Стюартом для записи композиции «Estate», песни, которую радиостанция KKGO помогла превратить в местных хит в Сан-Франциско в течение лета 1977 года. Диск FACES раскритиковали и продажи пошли очень плохо. В конечном счёте этот альбом стал последней записью Габора Сабо выпущеной в Америке, но не последней в карьере.

### 1978 по 1982
В начале января 1978 года гитарист снова едет в Швецию и записывает BELSTA RIVER, захватывающее слияние с гитаристом Янне Шаффером и бывшим басистом Фрэнка Заппы, Пеккой Похьола (Pekka Pohjola). Через месяц после записи Сабо снова возвращается в Венгрию для участия в концертной программе в будапештском отеле «Хилтон», снимаемой венгерским телевидением. После возвращения в Соединённые Штаты, гитарист вступает в секту Церковь саентологии Рона Хаббарда  и пытается освободиться от наркозависимости, к которой он пришёл ещё со времен работы с Чико Хэмилтоном, он выступает в программе Нарконон, в центре реабилитации Отдела Саентологии. Сабо даёт благотворительные концерты в Калифорнии в пользу Церкви. К ноябрю он заводит дружбу с видным саентологом пианистом Чиком Кориа и подписывает контракт с Vanguard Artists International, Агентством по управлению общинным мнением секты саентологов, руководимым Кориа.
Гитарист получает контракт с Атлантик рекордз и вместе с группой студийных музыкантов (в основном из группы "Seawind") в 1979 году записывает альбом FEMME FATALE. Альбом, включающий композицию созданную в дуэте с Чиком Кориа «Out Of The Night», фирма «Атлантик рекордз» отказывается издавать. Плёнки с записями были возвращены Сабо и его контракт с «Атлантик» был разорван. Гитарист для выпуска альбома пытался привлечь другие американские компании, но безуспешно. Только в 1981 году венгерская компании Pepita International соглашается издать альбом в Европе. 
В июле 1979 года, Сабо выступает на джазовом фестивале в Монтрё, в группе совместно с Джо Беком (Joe Beck) (гитара), Майком Ричмондом (Mike Richmond) (бас) и Дэнни Ричмондом (Dannie Richmond) (ударные), и на фестивале организованном Джорджем Уэйном в Лондоне, с участием Диззи Гиллеспи, Милта Джексона, Би Би Кинга и Стэн Гетца.
К февралю 1980 года, Сабо чувствовает себя все более порабощённым Церковью саентологии. Он рассказывает друзьям: «они превратили меня в зомби.» Он возбуждает иск на 21 млн долл. против церкви и Vanguard Artists International, обвинив их в незаконном присвоении средств, финансовом принуждении и уклонении от уплаты налогов. Но иску не удалось выдержать арбитражного разбирательства и дело было закрыто. 
Попытка в судебном порядке разорвать отношения с Vanguard Artists International ничего не дала, Сабо суд проиграл. 
На фоне всего этого у музыканта ухудшается здоровье. Сабо в это время выступает крайне редко, посвящая большую часть своего времени своей новой любви — венгерской модели Марианне Алмази (Marianne Almassey), отбиваясь от демона героинозависимости. 
Пианист и старый друг музыканта, Ричард Томпсон был, однако, в состоянии уговорить Сабо снова вернуться к творческой жизни. Трио Томпсона включало барабанщика Боба Морина (Bob Morin) и Грега Ли (Greg Lee), талантливого молодого басиста, который оказался достойной сменой своему предшественнику Вольфгангу Мелцу. Эта группа надеялась помочь Сабо открыть новые силы, энергию, энтузиазм и вернуться к творчеству. Но в 1981 году, с чувством усталости и разочарования и под давлением пагубной привычки, Сабо последний раз приезжает на родину. Оказавшись дома, он воссоединяется со старыми друзьями перкуссионистом Аттилой Гарай (Attila Garay) и бас-гитаристом Петером Дандо (Peter Dando) и даёт выступление в шоу венгерского телевидения PULZUS в Будапеште в поддержку европейского релиза своего последнего альбома FEMME FATALE. 
В начале декабря 1981 года Сабо становится плохо, и его госпитализируют с признаками болезни почек и печени. Однако, после незначительного улучшения, Габор Сабо наконец поддался болезни, которой он страдал, и 26 февраля 1982 года умер в больнице. Музыкант был похоронен в Будапеште.

## Оценки и влияние
Габор Сабо является одним из тех влиятельных гитаристов, чьё имя или музыка достойны более широкой известности. Сабо играл блестяще соединяя элементы джаза, поп-музыки, цыганской, индийской и ближневосточной музыкой, создав мистический и совершенно уникальный стиль. 
Звучание гитары Габора Сабо для того времени было крайне необычным. Этот тембр и манера исполнения в сочетании с венгерскими корнями музыканта, влияние которых он воплотил в звуке, сделали его одним из ведущих гитаристов в середине 60-х и начале 70-х.
Частично этот саунд сделали его талант и руки, частично саунд зависел от оборудования и инструментов, которые он использовал при игре. В отличие от большинства джазовых гитаристов, Сабо почти всегда играл на акустической гитаре, в частности на гитаре Martin Dreadnought D-45 или D-285, оснащённой звукоснимателем производства DeArmond, помещённый в центр резонаторного отверстия гитары, дающим превосходный баланс звучания басовых и высоких струн.
Сабо, по большей части, не был достаточно серьёзно воспринят в джазовом мире, как ему бы хотелось. Дело в том, что его эксперименты по смешению джаза, рока, поп, фолк, венгерской и цыганской музыки просто не укладывались в нормы того времени. Но Габор Сабо всегда был бунтарём и его влияние на современных гитаристов можно легко проследить и в наши дни.
Смена музыкальных ориентиров свидетельствует о зрелости. Часто задаюсь вопросом: считать ли себя джазовым исполнителем? Мне думается, имею на это полное право. Но всё-таки предпочитаю называться современным артистом... Одно могу сказать наверняка: я не сумею сыграть ни ноты, покуда не почувствую движения изнутриГабор Сабо

## Дискография

### Сольные альбомы
- 1965 — Gypsy '66[англ.] (Impulse!)
- 1966 — Spellbinder (Impulse!)
- 1966 — Jazz Raga (Impulse!)
- 1967 — More Sorcery (Impulse!)
- 1967 — The Sorcerer (GRP / Impulse)
- 1967 — Wind, Sky and Diamonds (Impulse!)
- 1967 — At Monterey (Impulse!)
- 1968 — Bacchanal[англ.] (Skye)
- 1968 — Dreams (Skye)
- 1968 — Gabor Szabo (Skye)
- 1969 — Gabor Szabo 1969 (Skye)
- 1969 — Watch What Happens (DCC)
- 1970 — High Contrast (Blue Thumb[англ.])
- 1970 — Magical Connection (Blue Thumb)
- 1972 — Small World (Four Leaf)
- 1972 — Mizrab (CTI)
- 1972 — Gabor Szabo Live (Blue Thumb)
- 1973 — Rambler (CTI)
- 1975 — Macho (Salvation)
- 1976 — Nightflight[англ.] (Mercury)
- 197 — Faces (Mercury)
- 1978 — Belsta River (Four Leaf)
- 1978 — Jazz Mysticism / Exotica (DCC)
- 1978 — Femme Fatale (Pepita)
- 1982 — Memorabilia (MCA)
- 1990 — The Szabo Equation (DCC)

### Альбомы, записанные с соавторами
С Чико Хэмилтоном: 
- Litho 1961
- Drumfusion (Columbia 1962)
- Transfusion (Studio West 1962)
- Passin' Thru (Impulse! 1962)
- A Different Journey (Reprise 1963)
- Man From Two Worlds (Impulse! 1963)
- Repulsion (A Study In Terror/repulsion 1964) — саундтрек к фильму Отвращение Романа Полански
- Сhic Сhic Сhico (Impulse! 1965)
- El Chico (Impulse! 1965)
- The further adventures of el chico (Impulse! 1966)

С Гари МакФарлэндом:
- 1965 — The In Sound (Verve)
- 1966 — Profiles (Impulse!)
- 1966 — Simpatico (Impulse!)

С Чарльзом Ллойдом:
- 1964 — Of Course, Of Course (Columbia)
- 1964 — Nirvana (Columbia)
- 1972 — Waves (A&M)

С Полом Дэзмондом:
- 1973 — Skylark (CTI)

C Бобом Тилем:
- 1967 — Light My Fire (Impulse!)

Со стивом Аленом:
- 1967 — Songs For Gentle People (Dunhill D)